# Memecylon rotundatum
Memecylon rotundatum är en tvåhjärtbladig växtart som först beskrevs av George Henry Kendrick Thwaites, och fick sitt nu gällande namn av Célestin Alfred Cogniaux. Memecylon rotundatum ingår i släktet Memecylon och familjen Melastomataceae. IUCN kategoriserar arten globalt som sårbar. Inga underarter finns listade i Catalogue of Life.